# Glycosmis collina
Glycosmis collina är en vinruteväxtart som beskrevs av Benjamin Clemens Masterman Stone. Glycosmis collina ingår i släktet Glycosmis och familjen vinruteväxter. Inga underarter finns listade i Catalogue of Life.